# المملكة المتحدة والأسلحة الكيميائية
خلال الحرب العالمية الأولى، لجأت المملكة المتحدة إلى استخدام الأسلحة الكيميائية على نطاق واسع، ورغم اقتراح تشرشل وغيره استخدام الغاز المسيل للدموع في العراق وفي الحرب العالمية الثانية، يبدو أنه لم يُستخدم بالفعل؛ إلا أن بعض المؤرخين يشككون في ذلك. وتُعتبر المملكة المتحدة من الدول الموقعة على اتفاقيتيّ لاهاي 1899 و1907 اللتين تحظران استخدام قذائف الغازات السامة، إنما لم تأتِ الاتفاقيتان على ذِكر استخدام أسطوانات الغاز السام، وقد يُعزى ذلك لعدم أخذها بعين الاعتبار.
صادقت المملكة المتحدة على بروتوكول جنيف في 9 أبريل 1930. ووقعت المملكة المتحدة على معاهدة حظر الأسلحة الكيميائية في 13 يناير 1993، وصادقت عليها في 13 مايو 1996.

## استخدمها خلال الحرب العالمية الأولى
في الحرب العالمية الأولى، وبدافع الانتقام من ألمانيا لاستخدامها الكلور ضد القوات البريطانية اعتبارًا من أبريل 1915 فما بعد، استخدم الجيش البريطاني الكلور لأول مرة خلال معركة لوس في 25 سبتمبر 1915. ومع نهاية الحرب، راح الجانبان يستخدمان الغازات السامة بكثرة، وبحلول عام 1918، زُوِّدت رُبع قذائف المدفعية بالغاز وأنتجت بريطانيا 25,400 طن تقريبًا من المواد الكيميائية السامة.
استخدمت بريطانيا عدة غازات سامة، بما فيها الكلور في البداية، ثم الفوسجين، والديفوسجين، وغاز الخردل. واستخدمت أيضًا كميات صغيرة نسبيًا من الغازات المهيجة، مثل كلوروفورمات الكلوروميثل، والكلوروبكرين، وبرومو الأسيتون، وإيثيل اليودواكتيك. كما عُمِد إلى خلط الغازات بشكل متكرر، على سبيل المثال كان اسم النجمة البيضاء يُطلق على مزيج من كميات متساوية من الكلور والفوسجين، حيث ساعد الكلور على نشر الفوسجين ذي الكثافة الأكثر والسمّية الأعلى. وبالرغم من التطورات التقنية، تضاءلت فعالية الأسلحة الكيميائية مع سير الحرب بسبب استخدام المعدات الواقية والتدريب، وهما النتيجة التي حصلت بسبب استخدام الأسلحة على كلا الجانبين.
خلال الحرب العالمية الأولى، استخدم الجيش الإمبراطوري الألماني غاز الخردل لأول مرة بشكل فعال ضد جنود الكومنولث في معركة باشنديل بالقرب من يبر في بلجيكا، في العام 1917. واستخدموه فيما بعد كذلك ضد الجيش الفرنسي الثاني. وجاءت تسمية يبريت أصلًا من استخدامه الجيش الألماني لغاز الخردل بالقرب من بلدة يبر. لم يستخدم الحلفاء غاز الخردل حتى نوفمبر 1917 في معركة كامبريه بعد استيلاء الجيوش على المخزون الألماني من قذائف غاز الخردل. واستغرق الأمر البريطانيين أكثر من عام لتطوير سلاح غاز الخردل الخاص بهم، مع تركّز إنتاج المواد الكيميائية في ميناء إيفينمث. (والخيار الوحيد الذي كان مُتاحًا للبريطانيين هو اتّباع عملية ديسبريتس-نيمان-غوثري). واستُخدم غاز الخردل ذلك لأول مرة في سبتمبر 1918 أثناء محاولة اختراق خط هيندنبورغ خلال هجوم المئة يوم.
يُعدّ استخدام الأسلحة الكيميائية في المعارك أثناء الحرب العالمية الأولى انتهاكًا لاتفاقية لاهاي 1899 بخصوص الغازات الخانقة واتفاقية لاهاي 1907 بشأن الحرب البرية، التي تحظر صراحة استخدام «السموم أو الأسلحة السامة» في الحرب.

## بين الحربين العالميتين
للحفاظ على مخزون أدامسيت، أنشأت مديريةُ الذخائر البريطانية في العام 1919 مؤسسةَ ساتون أوك لأبحاث الدفاع الكيميائي. وفي أواخر العشرينيات من القرن العشرين، بلغت طاقة المصنع الإنتاجية 20 طنًا تقريبًا من غاز الخردل أسبوعيًا.
بعد الحرب العالمية الأولى، أطلق سلاح الجو الملكي على القوات البلشفية في العام 1919 ثنائي فينيل كلوريد الزرنيخ، وهو عامل مهيج يتسبب في سعال لا يمكن السيطرة عليه، واقترح ونستون تشرشل، وزير الدولة لشؤون الحرب والطيران آنذاك، أن يستخدم سلاح الجو الملكي البريطاني الغاز المسيل للدموع في العراق في العام 1920 خلال ثورة العشرين. ومع ذلك، فقد انقسم المؤرخون فيما إذا قد استُخدمت الغازات بالفعل أم لا.